# Five (Ayumi Hamasaki)
Five è il terzo mini-album della cantante giapponese Ayumi Hamasaki. La data di pubblicazione è il 31 agosto 2011.

## Aspetti Generali
L'album è disponibile in 3 versioni: CD, CD+DVD e una Limited Edition. Nella limited edition è compresa un'"access card" per poter comprare il costume di un personaggio del videogioco per PS3 "Tales of Xillia" : infatti la canzone "Progress", contenuta nell'album, è usato come canzone tema nel gioco.
Inoltre "Another Song" è stata usata come "canzone tema" nello show televisivo SweetTV del canale "BeeTv".; "Why..." è stata usata per gli spot televisivi della compagnia di agenzie viaggi "H.I.S." di Taiwan; "Beloved" è stata usata in agosto come canzone tema dell'show Sukkiri!!, della NTV; infine, "Brillante" è stata usata negli spot di Music.jp. Per questo motivo la cantante ha deciso che questo sarà il suo primo album senza alcun singolo da pubblicare.

## Copertine
- CD-Only
- CD+DVD
- CD (Limited Edition) [collegamento interrotto]

## Tracce[9]
- Tutte le tracce sono state scritte da Ayumi Hamasaki.

### CD
1. Progress - 5:06 (Ayumi Hamasaki, Yuta Nakano)
2. ANother song feat. Urata Naoya - 5:21 (Ayumi Hamasaki, Yuta Nakano)
3. Why... feat. Juno - 3:57 (Ayumi Hamasaki, Kazuhiro Hara, Yuta Nakano)
4. Beloved - 5:19 (Ayumi Hamasaki, Yasuhiko Hoshino, Yuta Nakano)
5. Brillante - 5:58 (Ayumi Hamasaki, Timothy Wellard, Yuta Nakano)

CD-Only Edition Bonus Track
1. Beloved (Orchestra version)

### DVD
1. Progress (video clip)
2. ANother song (feat. Urata Naoya) (video clip)
3. Why... (feat. Juno) (video clip)
4. Beloved (video clip)
5. Brillante (video clip)
6. Progress (making clip)
7. ANother song (feat. Urata Naoya) (making clip)
8. Why... (feat. Juno) (making clip)
9. Beloved (making clip)
10. Brillante (making clip)

## Classifiche
| Classifica                     | Posizione massima |
| ------------------------------ | ----------------- |
| Giappone (Oricon Daily Chart)  | 1                 |
| Giappone (Oricon Weekly Chart) | 1                 |
| World Albums Top 40            | 5                 |

## Date di pubblicazione
| Nazione       | Data              | Formato                        | Etichetta | Catalogo    |
| Giappone      | 30 maggio 2011    | CD; CD+DVD; Limited CD Edition | Avex Trax | AVCD-38328  |
| Hong Kong     | 9 settembre 2011  | CD+DVD                         | Avex Trax | --          |
| Taiwan        | 9 settembre 2011  | CD+DVD                         | Avex Trax | --          |
| Corea del Sud | 9 settembre 2011  | CD+DVD                         | Avex Trax | --          |
| Giappone      | 11 settembre 2011 | CD+DVD (Blu Ray Disc)          | Avex Trax | AVXD-91641B |